# 大阪総合保育大学短期大学部
大阪総合保育大学短期大学部（おおさかそうごうほいくだいがくたんきだいがくぶ、英語: Osaka University of Comprehensive Children Education, Junior College）は、大阪府大阪市東住吉区湯里6丁目に本部を置く日本の私立短期大学。1935年創立、1965年大学設置。旧校名当時の大学の略称は城南短大。

## 概観

### 大学全体
- 大阪府大阪市東住吉区に所在する日本の私立短期大学で、設置主体は学校法人城南学園。
- 1935年創立の城南女子商業専修学校が起源となっており、1965年に大阪城南女子短期大学として開学。2025年4月に名称を「大阪城南女子短期大学」から「大阪総合保育大学短期大学部」へ変更[注 5]。

### 建学の精神（校訓・理念・学是）
- 自主自律
- 清和気品

### 教育および研究
- 「社会人のふるまい」という必修科目において、人を尊び丁寧に接する心を大切にし、女性として社会人として必要なマナーを学び、美しい動作や日常生活のマナーの基本を身につけることを特徴としている。また「清和気品の文化」という科目において、華道・茶道の授業がある点も注目されている。

### 学風および特色
- 「就職の城南」を掲げ、一般企業・福祉関連施設、保育所・幼稚園・児童福祉施設からの高い求人倍率や、100％に近い就職率を達成し続けている。
- 保育園・幼稚園・小学校・中学校・高等学校・短期大学・4年制大学・大学院・福祉会を有する総合学園の強みを活かして相互連携することにより、教育・福祉に強く、学びの分野も多彩な短期大学となっている。

## 沿革

### 略歴
《出典》
- 1935年
  - 3月 女性の自立を目的とした城南女子商業専修学校が設立認可される[3]。
- 1944年
  - 3月 城南女子商業学校（4年制）に昇格設置認可。財団法人城南学園設立。
- 1946年
  - 2月 城南女子商業学校を廃止。城南高等女学校が設置認可される。
- 1948年
  - 4月1日 学制改革により、城南高等学校に転換設置。城南中学校を併設。
- 1949年
  - 3月 城南附属幼稚園設立認可。
- 1950年
  - 2月 城南附属小学校設立認可。
- 1951年
  - 3月7日 学校法人城南学園に組織変更[4]。
- 1965年
  - 1月25日 左記を以て文部省[注 6]より短期大学の設置が認可される[5]。
  - 4月1日 大阪城南女子短期大学が以下の学科体制にて開学[6][7]。
    - 国文科[注釈 1]
    - 家政科[注釈 1]

  - 5月1日 学生数[9]/定員
    - 国文科 24[注釈 2]/40
    - 家政科 60[注釈 2]/40
- 1966年 
  - 5月1日 学生数[10]/定員
    - 国文科 81[注釈 2]/80
    - 家政科 168[注釈 2]/80
- 1968年 
  - 4月1日 以下の学科を増設する[注 7]。
    - 幼児教育科 入学定員40名[注 8]

  - 5月1日 学生数[14]/定員
    - 国文科 116[注釈 2]/80
    - 家政科 168[注釈 2]/80
    - 幼児教育科 66[注釈 2]/40
- 1969年 
  - 4月1日 幼児教育科の入学定員を40→50に増員[注 9]。
- 1970年 
  - 5月1日 学生数[18]/定員
    - 国文科 129[注釈 2]/80
    - 家政科 199[注釈 2]/80
    - 幼児教育科 204[注釈 2]/100
- 1976年 
  - 4月1日 以下、入学定員増あり[注 10]。
    - 国文科 40→100
    - 幼児教育科 50→100                                                            

  - 5月1日 学生数[22]/定員
    - 国文科 157[注釈 2]/140
    - 家政科 89[注釈 2]/80
    - 幼児教育科 231[注釈 2]/150
- 1977年 
  - 5月1日 学生数[23]/定員
    - 国文科 176[注釈 2]/200
    - 家政科 100[注釈 2]/80
    - 幼児教育科 229[注釈 2]/200
- 1980年
  - 城南附属幼稚園を大阪城南女子短期大学附属幼稚園に名称変更。
- 1984年
  - 城南附属小学校を大阪城南女子短期大学附属小学校に名称変更。
- 1985年 
  - 5月1日 学生数[24]/定員
    - 国文科 330[注釈 2]/200
    - 家政科 156[注釈 2]/80
    - 幼児教育科 289[注釈 2]/200
- 1986年 
  - 4月1日 以下、入学定員増あり[注 11]。
    - 国文科 100→200[注釈 3]
    - 家政科 40→100[注釈 3]
    - 幼児教育科 100→150[注釈 3]

  - 5月1日 学生数[31]/定員
    - 国文科 373[注釈 2]/300
    - 家政科 184[注釈 2]/140
    - 幼児教育科 324[注釈 2]/250
- 1987年 
  - 5月1日 学生数[32]/定員
    - 国文科 434[注釈 2]/400
    - 家政科 237[注釈 2]/200
    - 幼児教育科 355[注釈 2]/300
- 1989年 
  - 4月1日 専攻科の設置が認められ、以下の課程を設ける[注 12]。
    - 福祉専攻[注 13] 入学定員30名
- 1990年 
  - 4月1日 家政科を生活学科に改称[注 14]。
  - 5月1日 学生数[39]/定員
    - 国文科 490[注釈 2]/200
    - 生活学科[注 15] 178[注釈 2]/200
    - 幼児教育科 415[注釈 2]/300
- 1991年 
  - 4月1日 生活学科の入学定員を100→140へ増員[注 16]。
  - 5月1日 学生数[44]/定員
    - 国文科 546[注釈 2]/200
    - 生活学科 371[注釈 2]/240
    - 幼児教育科 431[注釈 2]/300
- 1992年 
  - 5月1日 学生数[注 17]/定員
    - 国文科 559[注釈 2]/200
    - 生活学科 396[注釈 2]/280
    - 幼児教育科 442[注釈 2]/300
- 1996年
  - 社会福祉法人城南福祉会の設立認可。
- 1997年
  - 1月 デイサービスセンター「博寿荘」開所。
  - 4月1日 専攻科福祉専攻の入学定員を30→60に増員[47]
- 1999年
  - 4月1日 この年度の入学生より、生活学科を以下の学科に改組される[注 18]。
    - 生活情報学科 入学定員140名[注 19]

  - 5月1日 学生数[51]/定員
    - 国文科 89[注釈 2]/200
    - 生活情報学科 61[注釈 2]/140
      - 生活学科 134[注釈 2]/140

    - 幼児教育科 425[注釈 2]/300
- 2000年
  - 4月1日 以下の学科を増設する[注 20]
    - 人間福祉学科 入学定員50名
- 2001年
  - 4月1日 以下の出来事を列挙する。
    - 専攻科に以下の課程を増設する[注 21]。
      - 幼児教育専攻 入学定員30名

    - この年度の入学生より、以下の学科の改組あり[注 22]。
      - 国文科→日本語表現学科 入学定員100名

  - 特別養護老人ホーム「城南ホーム」開設。
- 2002年
  - 4月1日 この年度における出来事を以下列挙する[注 23]。
    - 学科の改組あり
      - 幼児教育科→総合保育学科 前年の幼児教育科における入学定員150から200に増員[注 24]

    - 生活情報学科に以下のコースを置く[60]。
      - 調理師コース
      - 製菓衛生師コース
- 2005年
  - 4月1日
    - 以下の学科については、この年度で学生募集を最終とする[注 25]。
    - 日本語表現学科[注 26]
    - 以下、定員変更あり。
      - 生活情報学科 140→120
      - 人間福祉学科 50→70
- 2006年
  - 4月1日 生活情報学科を現代生活学科に改称[注 27]。
- 2007年
  - 4月1日 専攻科における以下の専攻課程については、この年度で学生募集を最終とする[注 28]。
    - 幼児教育専攻[注 29]
- 2008年
  - 4月 子ども総合保育センターが開設される。
- 2011年
  - 4月1日 総合保育研究所開設。
- 2012年
  - 4月1日 全学科において、以下の通り入学定員の変更あり[注 30]。
    - 現代生活学科 120→100
    - 総合保育学科 200→170
    - 人間福祉学科 70→60
- 2013年
  - 4月1日
    - 専攻科福祉専攻を専攻科介護福祉専攻に名称変更[注 31]。
    - 介護福祉士実務者学校（通信課程）が開設される。
- 2016年
  - 4月 城南学園保育園が開設される。
- 2020年
  - 4月1日
    - 以下、減員あり[注 32]。
      - 現代生活学科 100→80
      - 総合保育学科 170→160

    - 以下の学科については、この年度で学生募集を最終とする[注 33]。
      - 人間福祉学科[注 34]
- 2025年
  - 4月1日 男女共学化[77]するとともに、これに伴い大阪総合保育大学短期大学部に名称変更[1][78][注 4]。

## 基礎データ

### 所在地
- 大阪府大阪市東住吉区区湯里6丁目4番26号

### 象徴
- カレッジマークは、城南学園のJを模っている[注 35]。
- マスコットキャラクターは「城野みなみ」（じょうのみなみ）、「じょうのうさぎ」である。

## 教育および研究

### 組織

#### 学科
- 総合保育学科 入学定員160名[81]
  - 1年間、毎週同じ子どもに会えるインターンシップに参加することができる現場実践主義の課程。
- 現代生活学科 入学定員80名[81]
  - 「ライフデザイン」・「福祉デザイン」・「調理製菓デザイン」のコースにて、”好き”から社会を学び、仕事につなげる課程。

##### かつてあった学科
- 日本語表現学科 入学定員50名[注 36]
- 人間福祉学科 入学定員30名[注 37]

### 専攻科
- 幼児教育専攻 入学定員30名[注 38]
- 介護福祉専攻 入学定員60名[注 39]

#### 取得資格について
- 総合保育学科では、保育士、幼稚園教諭二種免許状、特別支援学校教諭二種免許状（他大学課程による）、認定ベビーシッター、社会福祉主事任用資格の資格が取得できる。
- 現代生活学科では、司書、調理師、ファイナンシャルプラニング技能士、ＩＴパスポート試験、介護福祉士実務者研修、社会福祉主事任用資格、フードスペシャリスト、認定エステティシャン、介護食士、福祉住環境コーディネーター、食生活アドバイザー、診療実務士、医療管理秘書士、カフェクリエーター、食育インストラクター、スイーツコンシェルジュ、パンシェルジュ、ラッピングクリエーターの資格が取得できる。
- 中学校教諭種免許状が過去に設置されていた[注 40]
  - 国語
    - 日本語表現学科[注 41]

  - 家庭
    - 生活情報学科[注 42]。

#### 附属機関
- 河内長野市に研修施設「城南学園セミナーハウス」がある。
- 「城南ホーム」・「博寿荘」と称した社会福祉施設がある。
- 生涯学習センターが、2000年度より設けられている。

##### 附属図書館
- 蔵書数6万6千冊を蔵書する図書館がある。

## 学生生活

### クラブ活動
- 硬式テニス・バレーボール・バスケットボール・ダンス・フルート・華道・ボランティア・絵本同好会・軽音楽・eスポーツ・推し活サークルなどが活動している。

### 大学祭
- 大学祭である「城南祭」が、毎年10月に開催されている。

## 施設

### キャンパス
- 交通アクセス：近鉄南大阪線針中野駅から徒歩10分。大阪メトロ御堂筋線長居駅から市バスで10分。同谷町線喜連瓜破駅から徒歩15分。また大阪市のBRTである「いまざとライナー」が、「あべの橋ルート」と「長居ルート」の2系統で通学圏を運行している。

### 学生食堂
- キャンパス内に2箇所あり、できたてパン、日替わりランチやパスタなどが安価で好評である。また近隣のレストランやコンビニエンスストアを利用することもできる。

## 対外関係

### 対外連携
- 大阪市東住吉区との包括連携に関する協定（2016年1月22日締結）[78]
- 高大連携協定
  - 大阪府教育センター附属高等学校（2015年3月16日締結）
  - 大阪府立堺上高等学校（2018年締結）
  - あべの翔学高等学校
  - 奈良文化高等学校（2010年6月22日締結）

## 社会との関わり
- 所在地である大阪市東住吉区と連携協定を結び、モットー「センター・オブ・コミュニティ」を掲げて、地元の活性化や防災事業、地場産業との商品開発などにおいて多くの学生が活躍している。
- 所在地近くの「駒川商店街」に、城南サテライト・スペース「KOMAクル」を設け、子育て支援やスイーツ販売を通じて、地元の方々と学生の交流の場となっている。

## 卒業後の進路について

### 編入学・進学実績
- 現代生活学科：帝塚山大学・徳島文理大学ほか
- 総合保育学科：大阪総合保育大学3年次編入、吉備国際大学・大阪産業大学ほか
- 人間福祉学科：種智院大学ほか

## 系列校
- 大阪総合保育大学大学院
- 大阪総合保育大学
- 城南学園高等学校
- 城南学園中学校
- 城南学園小学校
- 城南学園幼稚園
- 城南学園保育園